# Klaps
Klaps (Pissarra) és un curtmetratge documental polonès dirigit l'any 1976 per Krzysztof Kieślowski. .

## Argument
La pel·lícula és un tall de material de la pel·lícula "Blizna" que no es va incloure en el tall final de la pel·lícula.